# دیوید ویبورنی
دیوید ویبورنی (انگلیسی: David Výborný؛ زادهٔ ۲۲ ژانویهٔ ۱۹۷۵) بازیکن هاکی روی یخ اهل تیم ملی فوتبال جمهوری چک است.